# Атиково
Атиково (баш. Әтек) — деревня в Бурзянском районе Республики Башкортостан Российской Федерации. Центр Атиковского сельсовета.

## География

### Географическое положение
Находится у реки Каны.
Расстояние до:
- районного центра (Старосубхангулово): 22 км,
- ближайшей железнодорожной станции (Сибай): 174 км.

## Население
| 2002 | 2009 | 2010 | 2012 | 2013 | 2014 | 2015 |
| ---- | ---- | ---- | ---- | ---- | ---- | ---- |
| 463  | ↗481 | ↘455 | ↗459 | ↘449 | ↗460 | ↗464 |
| 2016 | 2017 |      |      |      |      |      |
| ↗468 | ↗471 |      |      |      |      |      |

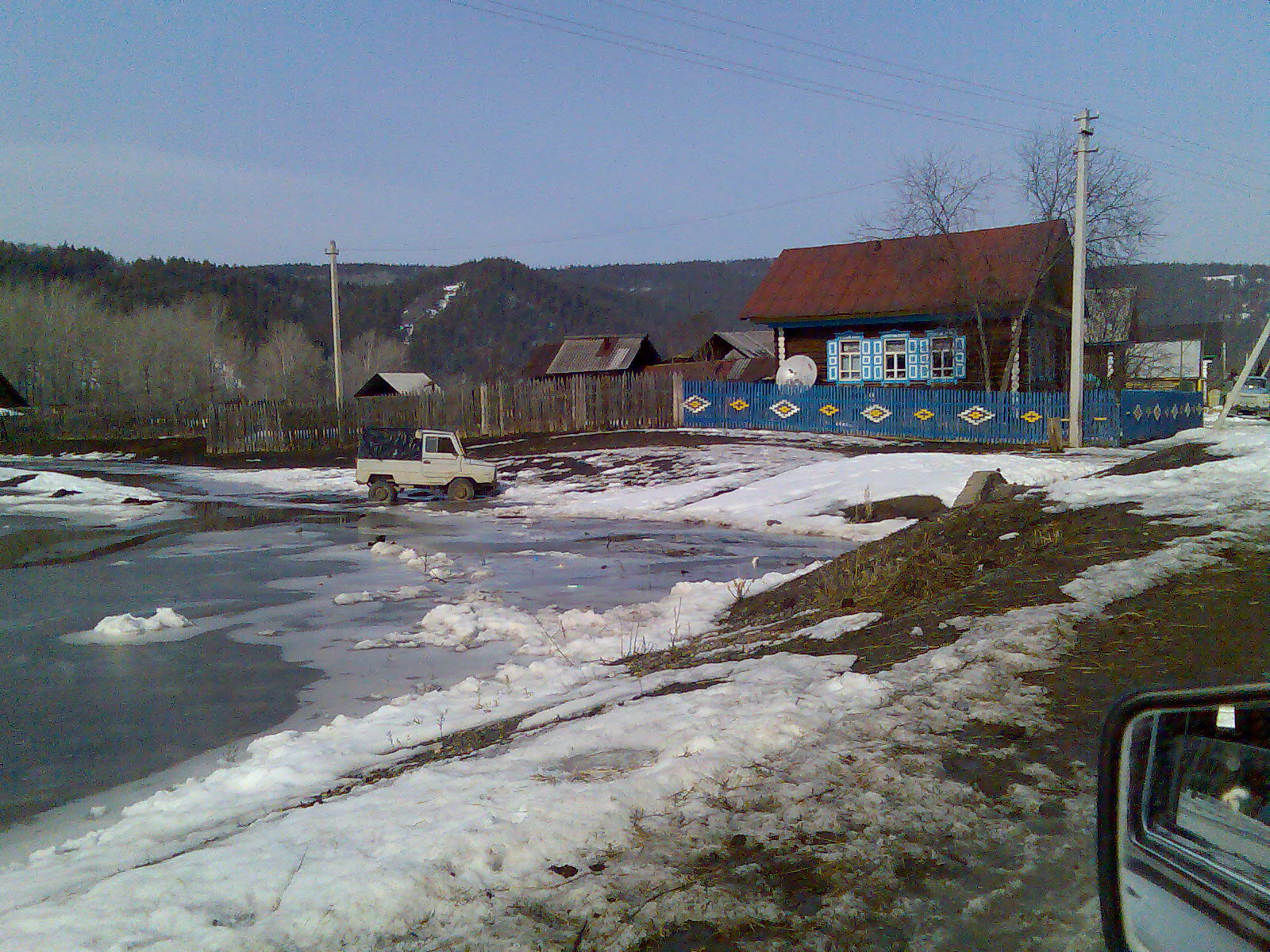
В Атикове ранней весной

Согласно переписи 2002 года, преобладающая национальность — башкиры (99 %).